# (474107) 2016 LC24
(474107) 2016 LC24 es un asteroide perteneciente al cinturón exterior de asteroides, descubierto el 5 de julio de 2005 por el equipo del Mount Lemmon Survey desde el Observatorio del Monte Lemmon, Arizona, Estados Unidos.

## Designación y nombre
Designado provisionalmente como 2016 LC24.

## Características orbitales
2016 LC24 está situado a una distancia media del Sol de 3,225 ua, pudiendo alejarse hasta 3,677 ua y acercarse hasta 2,773 ua. Su excentricidad es 0,140 y la inclinación orbital 6,275 grados. Emplea 2116 días en completar una órbita alrededor del Sol.

## Características físicas
La magnitud absoluta de 2016 LC24 es 16,078.